# Penicillaria meeki
Penicillaria meeki là một loài bướm đêm trong họ Noctuidae.